# Barión delta
Los bariones delta (también llamados resonancias delta) son una familia de hadrónes subatómicos que tienen los símbolos Δ++
, Δ+
, Δ0
, y Δ−
 y cargas eléctricas +2, +1, 0 y −1, respectivamente. Al igual que los nucleones, son bariones relativamente ligeros (1232 MeV/c²), compuestos de un quark arriba y un quark abajo, pero a diferencia de los nucleones, ambos tienen espín y un isospín total igual a 3⁄2.

## Composición
Las cuatro partículas distintas que conforman la familia delta se pueden distinguir por su carga eléctrica, la cual es la suma de las -cargas de la combinación de los quarks arriba y abajo que los componen. También hay cuatro antipartículas con carga opuesta, formadas por sus correspondientes antiquarks. La existencia de Δ++
, con su inusual carga +2, fue una pista crucial para el desarrollo del modelo de quarks.
El espín 3⁄2 viene a decir que cada uno de los tres quarks de una partícula Δ tiene su eje de giro apuntando a la misma dirección, a diferencia de los protones y neutrones en los que el espín de uno de los tres constituyentes siempre va en sentido opuesto al de los otros dos. Esta alineación entre cada espín se completa con un isospín total de 3⁄2 lo que distingue el Δ+
 y Δ0
 y los nucleones ordinarios, que tienen espín e isospín 1⁄2.

## Decaimiento
Todas las variedades de Δ decaen rápidamente debido a la interacción nuclear fuerte en un nucleón protón o neutrón y un pion de la carga adecuada. Las amplitudes de varios estados finales de carga vienen dados por sus respectivos acoplamientos de isospin. Con menos frecuencia y más lentamente, el Δ+
 puede decaer en un fotón y un protón, mientras que el Δ0
 puede decaer en un neutrón y un fotón.

## Lista
| Nombre de la partícula | Símbolo    | Contenido en quarks | Masa invariante (GeV/c²) | I3   | JP   | Q (e) | S | C | B′ | T | Vida media (s)  | Comúnmente decae a |
| ---------------------- | ---------- | ------------------- | ------------------------ | ---- | ---- | ----- | - | - | -- | - | --------------- | ------------------ |
| Delta                  | Δ++ (1232) | u                   | 1,232 ± 1                | +3⁄2 | 3⁄2+ | +2    | 0 | 0 | 0  | 0 | 6.58±0.09×10−24 | p+ + π+            |
| Delta                  | Δ+ (1232)  | u d                 | 1,232 ± 1                | +1⁄2 | 3⁄2+ | +1    | 0 | 0 | 0  | 0 | 6.58±0.09×10−24 | π+ + n0 or π0 + p+ |
| Delta                  | Δ0 (1232)  | u d                 | 1,232 ± 1                | −1⁄2 | 3⁄2+ | 0     | 0 | 0 | 0  | 0 | 6.58±0.09×10−24 | π0 + n0 o π− + p+  |
| Delta                  | Δ− (1232)  | d                   | 1,232 ± 1                | −3⁄2 | 3⁄2+ | −1    | 0 | 0 | 0  | 0 | 6.58±0.09×10−24 | π− + n0            |

Aquí se usa la expresión τ = ℏ⁄Γ, donde Γ es la anchura de desintegración.